# Blyxa
Blyxa (Fadenkraut) ist eine Pflanzengattung in der Familie der Froschbissgewächse (Hydrocharitaceae). Die elf bis zwölf Arten gedeihen submers im Süßwasser in den Tropen bis Subtropen Asiens, Afrikas und Australiens.

## Merkmale

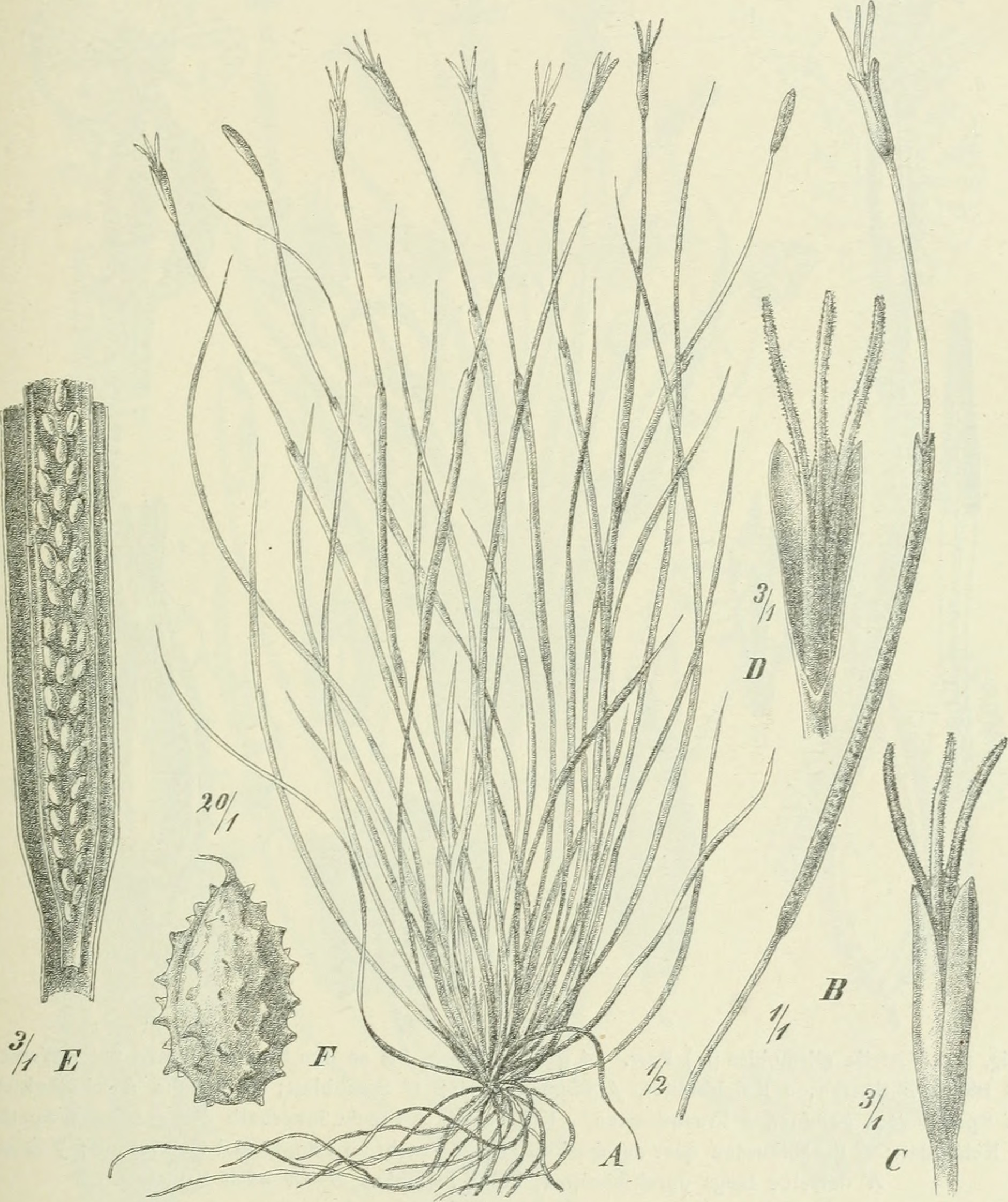
Illustration von Blyxa octandra

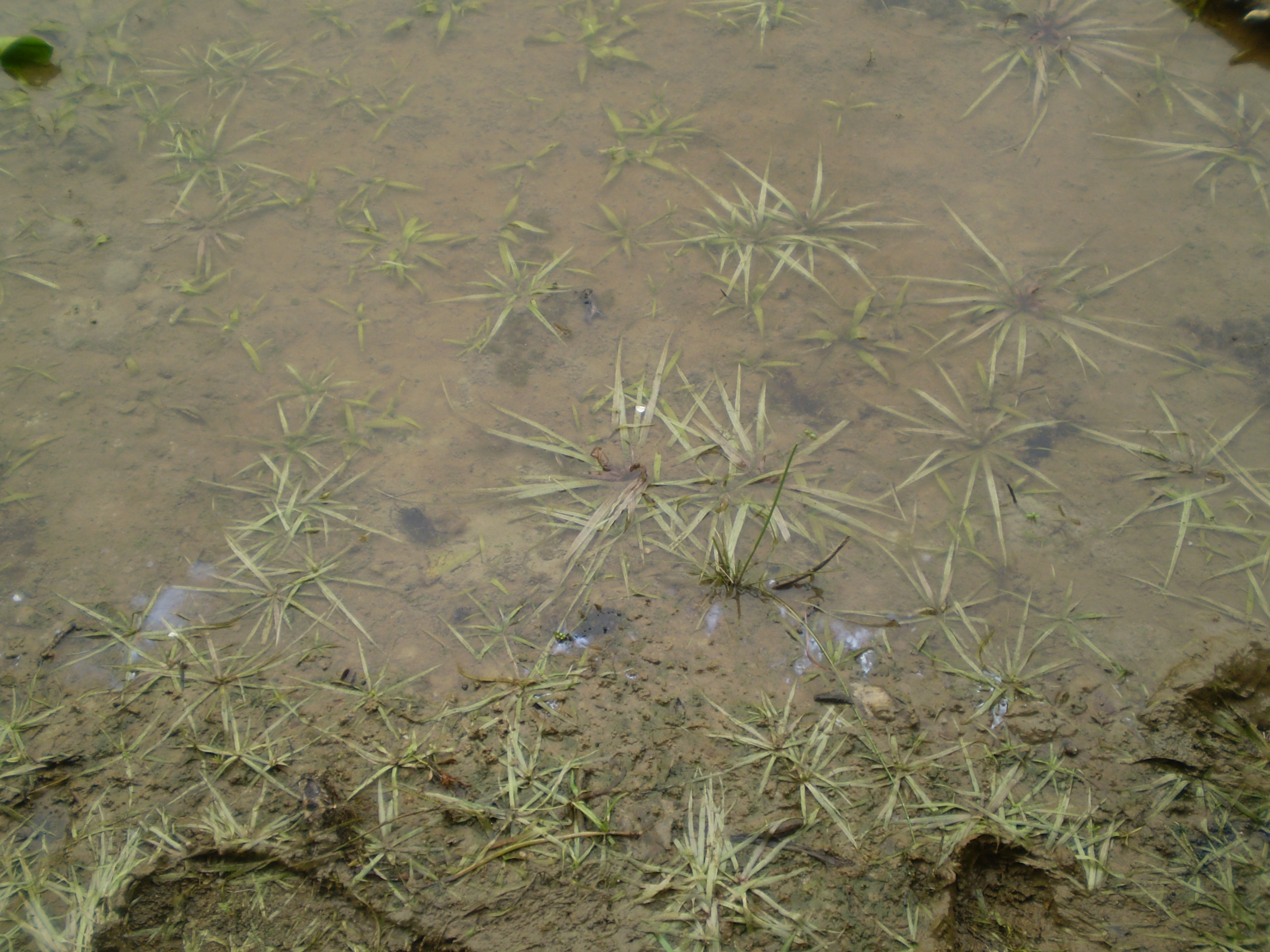
Bestand von Blyxa echinosperma

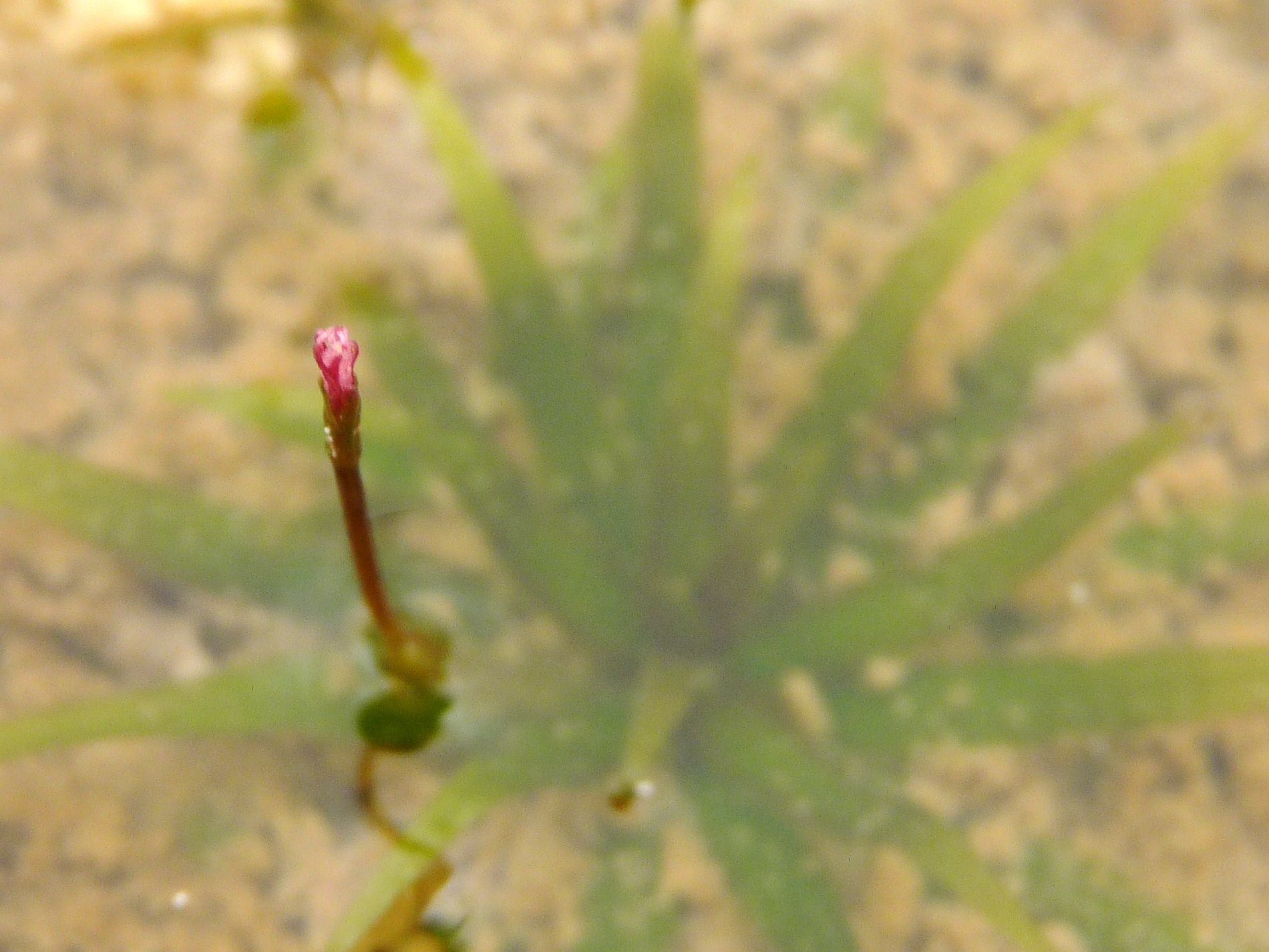
Blyxa echinosperma mit Blüte

### Vegetative Merkmale
Blyxa-Arten sind ausdauernde, krautige Pflanzen. Sie leben submers im Süßwasser. Der Stängel ist kurz oder verlängert und aufrecht oder Ausläufer treibend.
Die grundständigen oder wirtelig um den Stängel angeordneten Laubblätter sind sitzend oder gestielt. Die Blattspreiten sind lanzettlich bis linealisch. Die Mittelrippe und einige der seitlichen Blattadern sind erhaben.

### Generative Merkmale
Die Spatha ist röhrenförmig, sitzend oder gestielt, an der Spitze zweigeteilt und mit längs verlaufenden Adern. Die Blütenstände enthälen meist eine, manchmal auch mehrere Blüten.
Die Blüten sind eingeschlechtig oder zwittrig. Die Blüten sind radiärsymmetrisch und dreizählig. Die drei Kelchblätter sind grün, bleibend und linealisch bis lanzettlich. Die drei Kronblätter sind weiß und länger als die Kelchblätter. Es sind drei bis neun Staubblätter vorhanden. Die Staubfäden sind schlank. Stempel sind drei vorhanden. Der Fruchtknoten ist linealisch und verjüngt sich in einen dünnen Schnabel. Es sind zahlreiche Samenanlagen vorhanden. Griffel gibt es drei.
Die Frucht ist linealisch bis zylindrisch, lang und dünn. Die zahlreichen Samen sind länglich-spindelförmig, glatt oder mit Dornen besetzt und hin und wieder mit einem fadenförmigen Fortsatz an beiden Enden.

## Systematik und Verbreitung
Die Gattung Blyxa (von griechisch blyzein, ‚fließen‘, nach dem Standort einiger Gattungsvertreter) wurde 1806 von Francisco Noroña bei Louis Marie Aubert Du Petit-Thouars in dessen Werk Genera Nova Madagascariensia 4, 1806 aufgestellt. Synonyme für Blyxa Noronha ex Thouars sind: Diplosiphon Decne., Hydrotrophus C.B.Clarke, Enhydrias Ridl., Blyxopsis Kuntze.
Blyxa-Arten gedeihen in den Tropen und Subtropen Asiens, Afrikas, Madagaskars und Australiens.
Es gibt elf bis zwölf Arten:
- Blyxa aubertii Rich.: Sie ist von Tansania bis Mosambik, Madagaskar, Asien und auf Pazifischen Inseln verbreitet.[1]
- Blyxa echinosperma (C.B.Clarke) Hook. f.: Sie ist vom tropischen und subtropischen Asien bis ins nördliche Australien verbreitet.[1]
- Blyxa hexandra C.D.K.Cook & Luond: Sie kommt von Tansania bis Angola vor.[1]
- Blyxa japonica (Miq.) Maxim. ex Asch. & Gürke: Sie ist in zwei Varietäten im tropischen und subtropischen Asien verbreitet.[1]
- Blyxa javanica Hassk.: Sie kommt nur in Java vor.[1]
- Blyxa kasaragodensis P.Biju, Josekutty & Augustine: Die 2016 erstbeschriebene Art kommt im indischen Bundesstaat Kerala vor.[1]
- Blyxa leiosperma Koidz.: Sie ist im südlichen Japan und in den chinesischen Provinzen Anhui, Fujian, Guangdong, Hainan, Jiangxi sowie Zhejiang verbreitet.[1]
- Blyxa novoguineensis Hartog: Sie kommt in Papua-Neuguinea und vielleicht auch auf den Philippinen vor.[1]
- Blyxa octandra (Roxb.) Planch. ex Thwaites: Sie ist von Indien bis Südchina (Guangdong, Guangxi, Sichuan, Yunnan) und Nordaustralien verbreitet.[1]
- Blyxa quadricostata Hartog: Sie kommt in Myanmar sowie Thailand vor.[1]
- Blyxa radicans Ridl.: Sie ist in Zentralafrika bis Angola und Tansania verbreitet.[1]
- Blyxa senegalensis Dandy: Sie kommt von Senegal bis Guinea vor.[1]
- Blyxa vietii C.D.K.Cook & Luond: Sie kommt nur im südöstlichen Vietnam vor.[1]

## Belege
1. 1 2 3 4 5 6 7 8 9 10 11 12 13 14 15  Blyxa. In: POWO = Plants of the World Online von Board of Trustees of the Royal Botanic Gardens, Kew: Kew Science, abgerufen am 19. Juni 2018.